# Soyouz TM-12
Soyouz TM-12 est un vol avec équipage du vaisseau spatial Soyouz-TM soviétique Soyouz, lancé le 18 mai 1991.

## Équipage
Décollage :
- Anatoli Artsebarski (1)
- Sergueï Krikaliov (2)
- Helen Sharman (1) du Royaume-Uni

Atterrissage :
- Anatoli Artsebarski (1)
- Toktar Aubakirov (1) du Kazakhstan
- Franz Viehböck (1) d'Autriche

## Paramètres de la mission
- Masse       : 7160 kg
- Périgée     : 389 km
- Apogée      : 397 km
- Inclinaison : 51.6°
- Période     : 92.4 minutes
- Identifiant : Озо́н (Ozone)

## Points importants
12e expédition vers Mir. Premier vol d'un britannique dans l'espace.